# Чарлз Беббідж

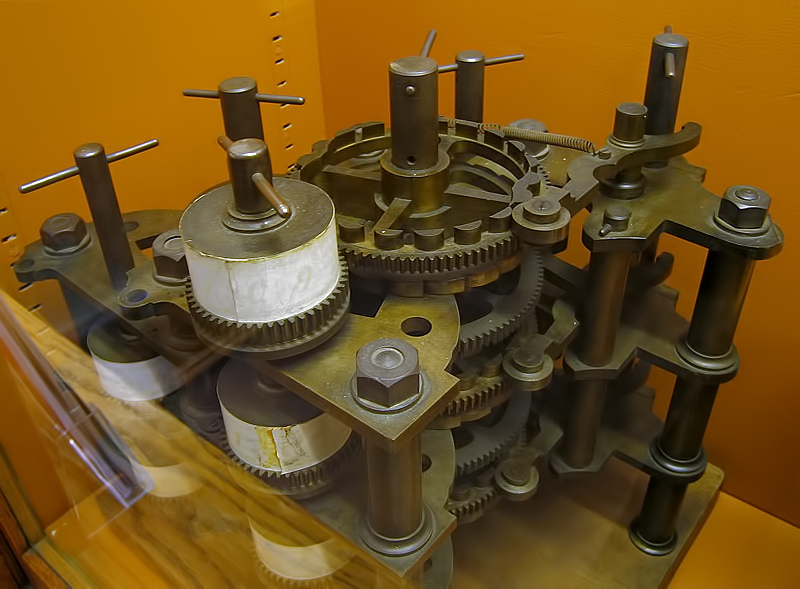
Частина Різницевої машини Беббіджа, складена після його смерті сином з частин, знайдених в лабораторії

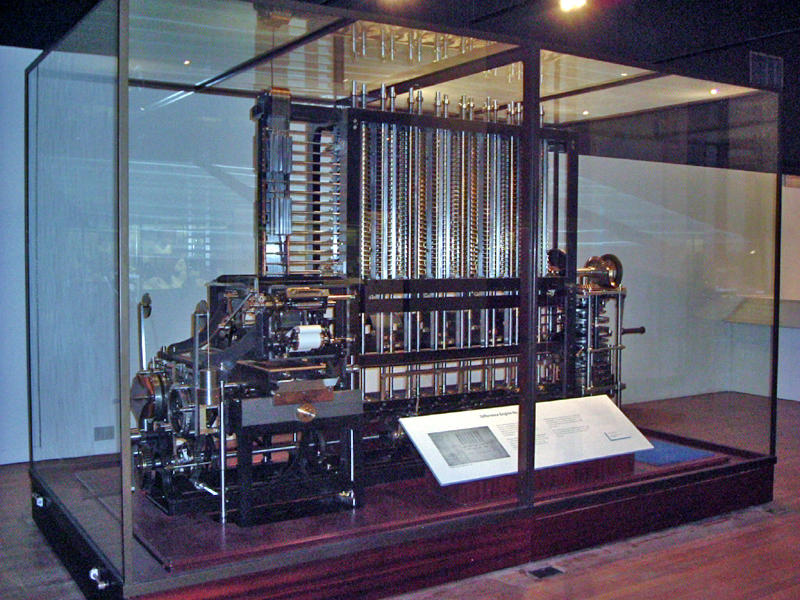
Реконструкція (діюча модель) Різницевої машини, виготовлена за проектом Беббіджа, з Лондонського музею науки

Ча́рлз Беббідж (англ. Charles Babbage; 26 грудня 1792 — 18 жовтня 1871) — англійський математик і економіст, винахідник різницевої машини з програмним керуванням.
Математичні дослідження Чарлза Беббіджа сприяли зародженню англійської математичної школи. Його економічні роботи отримали високу оцінку від Карла Маркса.

## Біографія
Чарльз народився 26 грудня 1792 року в Лондоні у родині банкіра. У вісім років хлопчика віддали до сільської школи в Альфінгтоні, оскільки у Чарльза були проблеми зі здоров'ям. Навчався в школах King Edward VI Grammar School в Південному Девоні, а після в «Holmwood академії» в Міддлсексі. Шкільна бібліотека прищепила йому любов до математики. Беббідж залишив навчання в академії заради занять з двома приватними викладачами — священником з Кембриджа і викладачем з Оксфорда, який навчав Беббіджа класичним знанням. Беббідж вступив у Триніті-коледж в Кембриджі у 1810 році. Зі своїми друзями він заснував «Аналітичне товариство», «Клуб привидів», який займався дослідженням паранормальних явищ і клуб з назвою «Щипці» для амбулаторних хворих психіатричних лікарень.
У 1812 році Беббідж вступив до коледжу святого Петра у Кембриджі. Будучи найкращим математиком в коледжі, через два роки отримав ступінь без складання іспитів, зумівши здобути перемогу в дебатах на спірну тему.
А у 1814 році він отримав ступінь бакалавра. У тому ж році Чарльз Беббідж одружився з Джорджіаною Вітмур, і у 1815 році вони переїхали з Кембриджа до Лондона. За тринадцять років шлюбу у них було вісім дітей, але п'ятеро з них померли у дитинстві. У 1816 році він став членом Королівського Товариства Лондона. До того часу він написав кілька великих наукових статей з різних математичних дисциплін. У 1820 році, він став членом Королівського Товариства Единбурга і Королівського Астрономічного Товариства. У 1827 році він поховав батька, дружину і двох дітей. У 1827 році він став професором математичних наук у Кембриджі, і займав цю посаду протягом 12 років. Після того, як він покинув цей пост, то він більшу частину свого часу присвятив справі свого життя — розробці обчислювальних машин. 
У 1820 році за участю Беббіджа було засновано Астрономічне суспільство, члени якого звернулися до Беббіджа і його друга Гершеля з проханням поліпшити «Морський довідник» виправивши помилки в його таблицях. Саме це завдання і привело його, до думки щодо ідеї автоматизованих обчислень.
У 1822 році Беббідж представив свою доповідь «Зауваження щодо застосування машин до обчислення математичних таблиць» в Астрономічному суспільстві, підкріпивши доповідь створенням машини для обчислення таблиці квадратів.
У 1823 році, слідуючи рекомендаціям Королівського наукового товариства, Британський уряд профінансував створення різницевої машини — автоматичного механічного калькулятора, створеного для відомості многочленів. Його друг і інженер Марк Брунель рекомендував ремісника Джозефа Клемента для створення механічного пристрою. Різницева машина не була побудована через розбіжності з Клементом по фінансуванню будівництва. Друга (велика) різницева машина не отримала необхідного фінансування від уряду і також не була завершена. Цікаво, що на честь 200-річчя від дня народження Чарльза Беббіджа, в період від 1989 до 1991 роки, велика різницева машина була сконструйована. 
Разом з другом і колегою по коледжу, Джоном Гершелем, у 1825 році Беббідж працював над магнетизмом обертання Араго і над питанням магнетизму, що виникає внаслідок феномена. Їх робота була взята за основу і розширена Майклом Фарадеєм. У 1826 році Беббідж придбав таблиці смертності Джорджа Барнетта, який помер так і не опублікував свої роботи. Використовуючи за основу роботу Баретта, Беббідж опублікував свою роботу з назвою «Порівняльний огляд різних систем страхування життя». Йому відмовили в посаді секретаря Королівського наукового товариства, незважаючи на обіцянки.
У 1826 році Беббідж опублікував схему занурюючого підводного човна, запасу повітря в якому вистачало для чотирьох осіб на більш ніж два дні. 
Від 1828 до 1839 роки Беббідж займав почесну посаду Лукасівського професора математики в Кембриджі, а також був обраний почесним іноземним членом Американської академії мистецтв і наук. 
Беббідж двічі намагався потрапити в парламент від округу Фінсборо у 1830 році, але обидва рази програв з мінімальним відривом. Його політичні погляди включали розширення виборного права і відокремлення держави від церкви. 
У 1830 році Беббідж публікує полемічну книгу «Роздуми про занепад науки та деякі причини цього», що призводить до створення Британської асоціації сприяння розвитку науки. У 1832 році Беббідж опублікував книгу «Економіка технологій і виробництв», яка була однією із перших праць, на тему операційного дослідження. «Принцип Беббіджа» мав на увазі розподіл праці за рівнем кваліфікації. Беббідж також займається криптологією, і в розпал Кримської війни у 1850 році зміг зламати шифр Віженера, але його роботу визнали військовою таємницею і тому вона не стала надбанням громадськості.
Беббідж створив складний пристрій з назвою «Аналітична машина», який використовувався для загальних математичних обчислень і яким керували перфокартами. Пристрій постійно допрацьовували та змінювали від 1833 року і до смерті Беббіджа.
У 1838 році Беббідж винайшов шляхоочисник — металеву раму, яка кріпилася на локомотиві та прибирала перешкоди зі шляху руху. Він також розробив динамометр, який записував пройдені локомотивом кілометри.

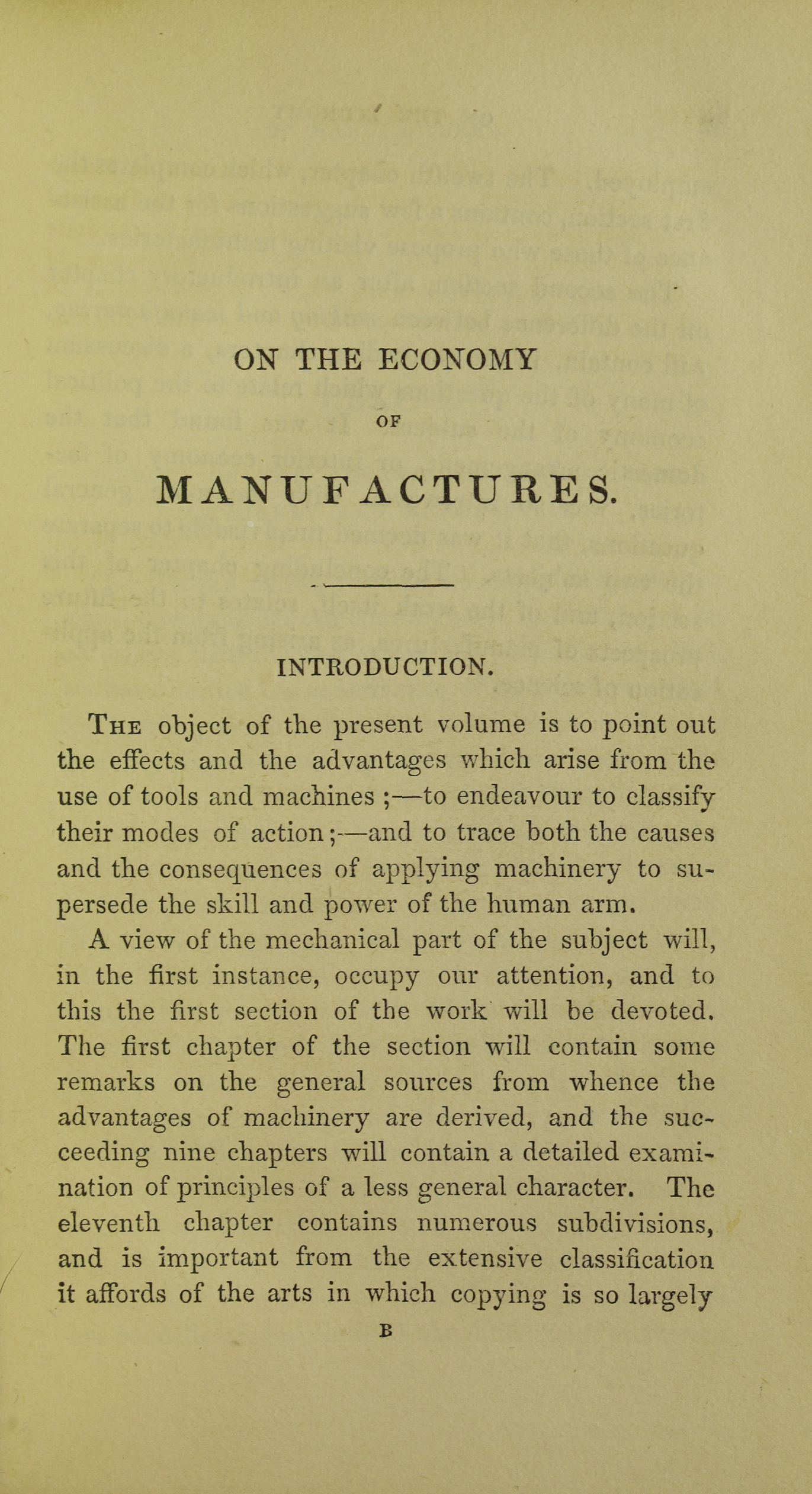
On the economy of machinery and manufactures, 1835

Помер 1871 року. Похований на кладовищі Кенсал-Грін у Лондоні.

## Мала різницева машина
Вперше Беббідж задумався про створення механізму, який дозволяв би виробляти автоматично складні обчислення з великою точністю в 1812 році. На ці думки його наштовхнуло вивчення логарифмічних таблиць, при перерахунку яких, були виявлені численні помилки в обчисленнях, обумовлені людським чинником. Ще тоді він почав осмислювати можливість проведення складних математичних розрахунків за допомогою механічного устаткування.
Також дуже великий вплив на Беббіджа надали роботи французького вченого барона де Проні, який запропонував ідею поділу праці при обчисленні великих таблиць (логарифмічних, тригонометричних тощо). Він пропонував розділити процес обчислення на три рівні. Перший рівень — кілька видатних математиків, які підготовляють математичне забезпечення. Другий рівень — освічені технологи, які організовували рутинний процес обчислювальних робіт. А третій рівень займали самі обчислювачі, від яких потрібно було лише вміння складати й віднімати. Проні навів Беббіджа на думку про заміну третього рівня (обчислювачів) механічним пристроєм.
Однак Беббідж не відразу почав займатися розвитком ідеї побудови обчислювального механізму. Лише в 1819 році, коли він зацікавився астрономією,то він більш точно визначив свої ідеї та сформулював принципи обчислення таблиць різницевим методом за допомогою машини, та яку він згодом назвав різницевою. Ця машина повинна була виробляти комплекс обчислень, і використовуючи тільки операцію додавання. 
У 1819 році Чарльз Беббідж приступив до створення малої різницевої машини, а в 1822 році він закінчив її будівництво і виступив перед Королівським Астрономічним товариством з доповіддю про застосування машинного механізму для обчислення астрономічних і математичних таблиць. Він продемонстрував роботу машини на прикладі обчислення членів послідовності. Робота різницевої машини була заснована на методі кінцевих різниць. Мала машина була повністю механічною і складалася з безлічі шестерень і важелів. У ній використовувалася десяткова система числення. Вона оперувала 18-розрядними числами з точністю до восьмого знака після коми й забезпечувала швидкість обчислень 12 членів послідовності в 1 хвилину. Мала різницева машина могла рахувати значення многочленів 7-го ступеня.
За створення різницевої машини Беббідж був нагороджений першою золотою медаллю Астрономічного товариства. Однак мала різницева машина була експериментальною, то оскільки мала невелику пам'ять і не могла бути використана для великих обчислень.

## Велика різницева машина
У 1822 році Беббідж задумався про створення великої різницевої машини, яка дозволяла б замінити величезну кількість людей, що займаються обчисленням різних астрономічних, навігаційних і математичних таблиць. Це дозволило б заощадити витрати на оплату праці, а також позбутися помилок, пов'язаних з людським фактором.
Зі своєю пропозицією профінансувати створення великої різницевої машини Чарльз Беббідж звернувся до королівського астрономічного суспільства. Ті і інші відгукнулися на цю пропозицію позитивно. 
У 1823 році Беббідж отримав 1500 фунтів стерлінгів і розпочав розробку нової машини. Він планував сконструювати машину за 3 роки. Однак Беббідж не врахував складності конструкції, а також технічні можливості того часу. І вже у 1827 році було витрачено 3500 фунтів (більш як 1000 особистих грошей). Хід робіт по створенню різницевої машини сильно сповільнився.
Крім того, на процес конструювання машини великий вплив зробили трагічні події в житті Беббіджа в 1827 році. У цей рік він поховав батька, дружину і двох дітей. Після цих подій у нього погіршилося самопочуття, і він не міг займатися конструюванням машини. Щоб відновити здоров'я, він поїхав у подорож по континенту.
Після подорожі, в 1828 році Беббідж продовжив розробку, але грошей вже не було. Він звертався до багатьох товариств та уряду з проханням про допомогу. Тільки в 1830 році він отримав від уряду ще 9000 фунтів та після чого продовжив конструювання різницевої машини.
У 1834 році роботи по створенню машини були припинені. На той момент вже було витрачено 17000 фунтів державних грошей і 6000 особистих. Від 1834 до 1842 року уряд обмірковував йому надавати підтримку проєкту чи ні. А в 1842 році уряд відмовився фінансувати проєкт. Різницева машина так і не була добудована.
Велика різницева машина повинна була складатися з 25 000 деталей, важити майже 14 тонн і бути 2,5 метра заввишки. Крім того, різницева машина повинна була бути оснащена друкованим пристроєм для виведення результатів. Пам'ять була розрахована на 1000 50-розрядних чисел.
Можливо, причиною невдачі створення різницевої машини та  поряд з трагічними подіями 1827 року і недостатнім рівнем технологій того часу стала зайва різнобічність Беббіджа. Він підіймався з експедицією на Везувій, занурювався на дно озера в водолазному дзвоні, брав участь в археологічних розкопках, вивчав залягання руд, спускаючись в шахти. Майже рік він займався безпекою залізничного руху і зробив дуже багато спеціального устаткування — у тому числі створив спідометр. Крім того, при конструюванні різницевої машини він розробив чимало обладнання для обробки металу. У 1851 році Чарльз бспробував сконструювати поліпшену версію різницевої машини — «різницеву машину 2». Але і цей проєкт не був вдалим.
Однак праці Беббіджа зі створення різницевої машини не пропали даром. У 1854 році шведський винахідник Шойц по роботах Беббіджа побудував кілька різницевих машин. А ще через деякий час Мартін Віберг удосконалив машину Шойца і використовував її для розрахунків та публікації логарифмічних таблиць.
У 1891 році була побудована «Різницева машина 2», яка знаходиться зараз в Лондонському науковому музеї.

## Аналітична машина
Незважаючи на невдачу з різницевою машиною, Беббідж в 1834 році задумався про створення програмованої обчислювальної машини, яку він назвав аналітичною (прообраз сучасного комп'ютера). На відміну від різницевої машини, аналітична машина дозволяла вирішувати ширший ряд завдань. Саме ця машина стала справою його життя і принесла посмертну славу. Він припускав, що побудова нової машини потребує менше часу і коштів, ніж доопрацювання різницевої машини, тому що вона мала складатися з простіших механічних елементів. З 1834 р. Беббідж почав проєктувати аналітичну машину.
Архітектура сучасного комп'ютера багато в чому схожа з архітектурою аналітичної машини. В аналітичній машині Беббідж передбачив такі частини: склад (store), фабрика чи млин (mill), елемент керування (control) і пристрої введення / виведення інформації.
Склад призначався для зберігання як значень змінних з якими здійснюються операції, так і результатів операцій. У сучасній термінології це називається пам'яттю.
Млин (арифметико-логічний пристрій, частина сучасного процесора) мав здійснювати операції над змінними, а також зберігати в регістрах значення змінних, над якими в цей момент здійснюється операція.
Третій пристрій, якому Беббідж не дав назви, то здійснював керування послідовністю операцій, переміщенням змінних в склад і вилучення їх із нього, а також управління кінцевим результатом. Цей пристрій зчитував послідовність операцій і змінні з перфокарт. Перфокарти були двох видів: операційні карти та карти змінних. З операційних карт можна було скласти бібліотеку функцій. Крім того, за задумом Беббіджа, Аналітична машина повинна була містити пристрій друку і пристрій виводу результатів на перфокарти для подальшого використання.
Для створення комп'ютера в сучасному розумінні залишалося лише придумати схему зі збереженою програмою, що було зроблено тільки через 100 років Екертом, Моклі й фон Нойманом.[джерело?]
Беббідж розробляв конструкцію аналітичної машини поодинці. Він часто відвідував промислові виставки, де були представлені різні новинки науки та техніки. Саме там відбулося його знайомство з Адою Лавлейс (дочкою Джорджа Байрона), яка стала його дуже близьким другом, помічником і єдиним однодумцем. 
У 1840 році Беббідж їздив на запрошення італійських математиків в Турин, де читав лекції про свою машину. Луїджі Федеріко Менабреа, викладач туринської артилерійської академії, створив і опублікував конспект лекцій французькою мовою. Пізніше Ада Лавлейс переклала ці лекції англійською, доповнивши їх коментарями, більшими ніж основний текст. У коментарях Ада зробила опис цифрової обчислювальної машини та інструкції з програмування до неї. Це були перші у світі програми. Саме тому Аду Лавлейс справедливо називають першим програмістом. Однак, аналітична машина так і не була закінчена. Ось, що писав Беббідж в 1851 році: «Всі розробки, пов'язані з Аналітичною машиною, виконані моїм коштом. Я провів цілий ряд експериментів і дійшов до межі, за якою моїх можливостей не вистачає. Через це я змушений відмовитися від подальшої роботи». Попри те, що Беббідж докладно описав конструкцію аналітичної машини й принципи її роботи, вона так і не була побудована за його життя. Причин цьому було багато, але основними стали повна відсутність фінансування проєкту і низький рівень технологій того часу. Беббідж не став цього разу просити допомоги в уряду, оскільки розумів, що після невдачі з різницевою машиною йому все одно відмовлять.
Тільки після смерті Чарльза Беббіджа його син, Генрі Беббідж, продовжив розпочату батьком справу. 
У 1888 році Генрі зумів побудувати за кресленнями батька центральний вузол аналітичної машини. А в 1906 році Генрі спільно з фірмою «Монро» побудував дієву модель аналітичної машини, що включає арифметичний пристрій і пристрій для друкування результатів. Машина Беббіджа виявилася працездатною, але Чарльз не дожив до цих днів.
У 1864 році Чарльз Беббідж написав: «Пройде, ймовірно, півстоліття, перш ніж люди переконаються, що без тих засобів, які я залишаю після себе, не можна буде обійтися». У своєму припущенні він помилився на 30 років. Тільки через 80 років після цього висловлювання була побудована машина Марк I, яку назвали «здійсненою мрією Беббіджа». Архітектура Марк I була дуже схожа з архітектурою аналітичної машини. Говард Ейкен насправді серйозно вивчав публікації Беббіджа та Ади Лавлейс перед створенням своєї машини, причому його машина ідеологічно незначно пішла вперед у порівнянні з недобудованою аналітичною машиною. Продуктивність Марк I виявилася всього в десять разів вище, ніж розрахункова швидкість роботи аналітичної машини.

## Інші заслуги Чарльза Беббіджа
Попри те, що Чарльз Беббідж вважається винахідником обчислювальних машин, а насправді він був дуже різнобічна людина. Беббідж займався безпекою руху на залізничному транспорті: для чого обладнав вагон-лабораторію всілякими датчиками, показання яких фіксувалися самописцями. Винайшов спідометр. Брав участь у винаході тахометра. Створив пристосування, яке скидає випадкові предмети зі шляхів перед локомотивом.
У ході робіт над створенням обчислювальних машин зробив великий прогрес у металообробці. Сконструював поперечностругальний і токарно-револьверний верстати, придумав методи виготовлення зубчастих коліс. Запропонував новий метод заточування інструментів та лиття під тиском.
Він сприяв реформування поштової системи в Англії. Склав перші надійні страхові таблиці. Займався теорією функціонального аналізу, експериментальними дослідженнями електромагнетизму, питаннями шифрування, оптикою, геологією, релігійно-філософськими питаннями.
У 1834 році Беббідж написав одну з найбільш важливих робіт «Економіка технологій і виробництв» та в якій він пропонував те, що зараз називається «Дослідженням операцій».
Він був одним із засновників Лондонського статистичного товариства. Серед його винаходів були спідометр, офтальмоскоп, сейсмограф, пристрій для наведення артилерійської гармати.
Крім того, Беббідж був дуже товариською людиною. Часто суботами він збирав в будинку гостей. Іноді приходило від 200 до 300 людей, серед яких були такі знамениті люди того часу: Жан Фуко, П'єр Лаплас, Чарльз Дарвін, Чарльз Дікенс, Олександр Гумбольдт. Крім цього він підтримував близькі відносини з Юнгом, Фур'є, Пуассоном, Бесселя, Мальтусом.
Беббідж залишив величезний слід в історії XIX століття і зробив переворот не тільки в математиці та обчислювальної техніки, а й у науці в цілому.